# ماهیخوار و لک‌لک
ماهیخوار و لک‌لک (روسی: Цапля и журавль) یک کارتون روسی ۱۰ دقیقه‌ای به کارگردانی یوری نورشتاین است که در سال ۱۹۷۴ میلادی منتشر شد.
این فیلم کارتونی توسط سایوزمولتفیلم تهیه شد و بر پایهٔ یک قصهٔ فولکلور روسی ساخته شده‌است.